# Hojo (Ehime)
Hojo (北条市 -shi) foi uma cidade japonesa localizada na província de Ehime.
Em 2003, a cidade tinha uma população estimada em 28 292 habitantes e uma densidade populacional de 277,02 h/km². Tem uma área total de 102,13 km².
Recebeu o estatuto de cidade a 1 de Novembro de 1958.
Foi extinta após fusão com Matsuyama